# Ctenophthalmus engis
Ctenophthalmus engis är en loppart som beskrevs av Rothschild 1907. Ctenophthalmus engis ingår i släktet Ctenophthalmus och familjen mullvadsloppor. Inga underarter finns listade i Catalogue of Life.